# Церква на честь преподобного Онуфрія Великого (Липовий Скиток)
Церква святого Онуфрія — пам'ятка архітектури національного значення в селі Липовий Скиток, найстаріша дерев'яна церква Київщини з тих, що збереглися на своєму первісному місці. Онуфріївська церква була збудована у 1705-06 роках на замовлення єпископа Захарія Корниловича.

## Історична довідка
Село Липовий Скиток розташоване за 10 км на північний захід від Василькова, поруч знаходяться села Кожухівка і Данилівка, що туляться в мальовничій долині невеликої річки Бобриця. Назване на честь монастиря (скита), що був тут у XVIII столітті. Зараз село дуже маленьке. Місцевість має досить цікаву історію.
Ось що пише путівник «Дванадцять маршрутів Київщиною»:
«За народними переказами, на території сучасної Данилівки колись було стародавнє місто Данилово, а поряд стояв скит Михайлівського Золотоверхого монастиря. Саме цьому скиту та старим липам, що росли довкола, сучасне село Липовий Скиток завдячує своєю назвою. На початку XVIII ст. Захарій Корнилович, тоді ще ігумен Михайлівський, а пізніше — єпископ Переяславський, заснував Онуфріївський монастир. При ньому збудували дві церкви, одна з яких — Онуфріївська (колишня соборна) — збереглася до наших днів. Ще тут була трапезна церква Св. Захарія, яка не збереглася.
Якщо не враховувати церкви, перенесені у музеї народної архітектури, то храм св. Онуфрія у Липовому Скитку є найстарішим дерев'яним храмом Київщини, адже його збудували ще у 1705 році. Ця струнка трьохбанна будівля передає дух та самобутність давньої архітектури і дуже гармонійно вписується в пейзаж. Здається, що при його створенні одразу ж планувалася наявність саме такої церкви. Хоча, нова огорожа та прибудований до неї вхід-дзвіниця, дещо зменшують це враження.»

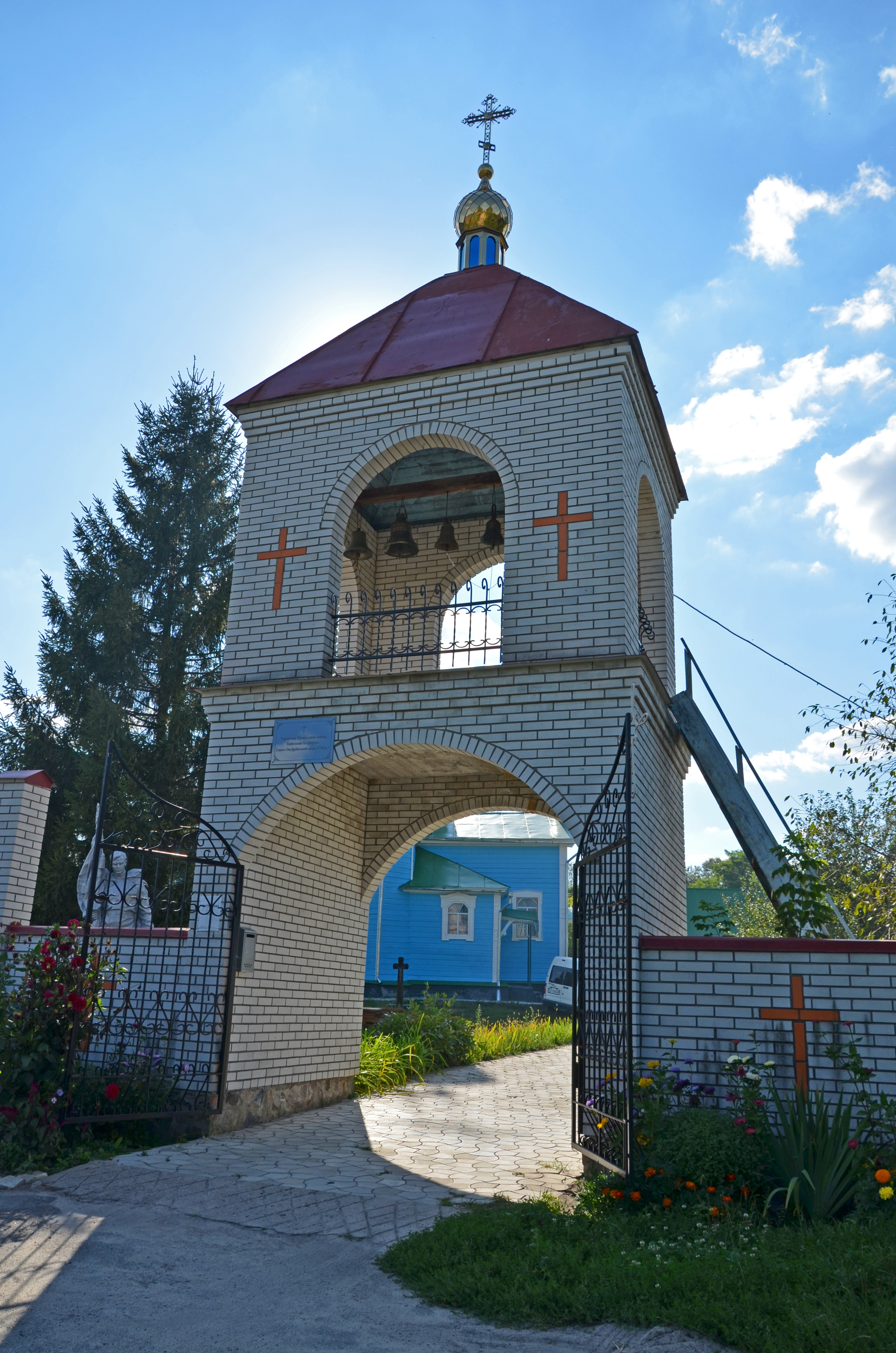
Дзвіниця Онуфріївської церкви в Липовому Скитку

1879 року за проектом архітектора Петра Федорова храм було відремонтовано - перекладено, обшито новою шалівкою, добудовано бічні рамена.
Станом на 1913 рік до парафії храму окрім Липового Скитка, належало сусіднє село Данилівка. Кількість парафіян становила 1802 особи. При храмі існувала церковно-парафіяльна 1-класна школа. Настоятелем з 1904 року був Іоан Памфилович Шиманський, псаломником з 1909 року Оверкій Сергійович Мартиненко, проскурницею з 1898 року Марія Миколаївна Завальниківська.

## Архітектура

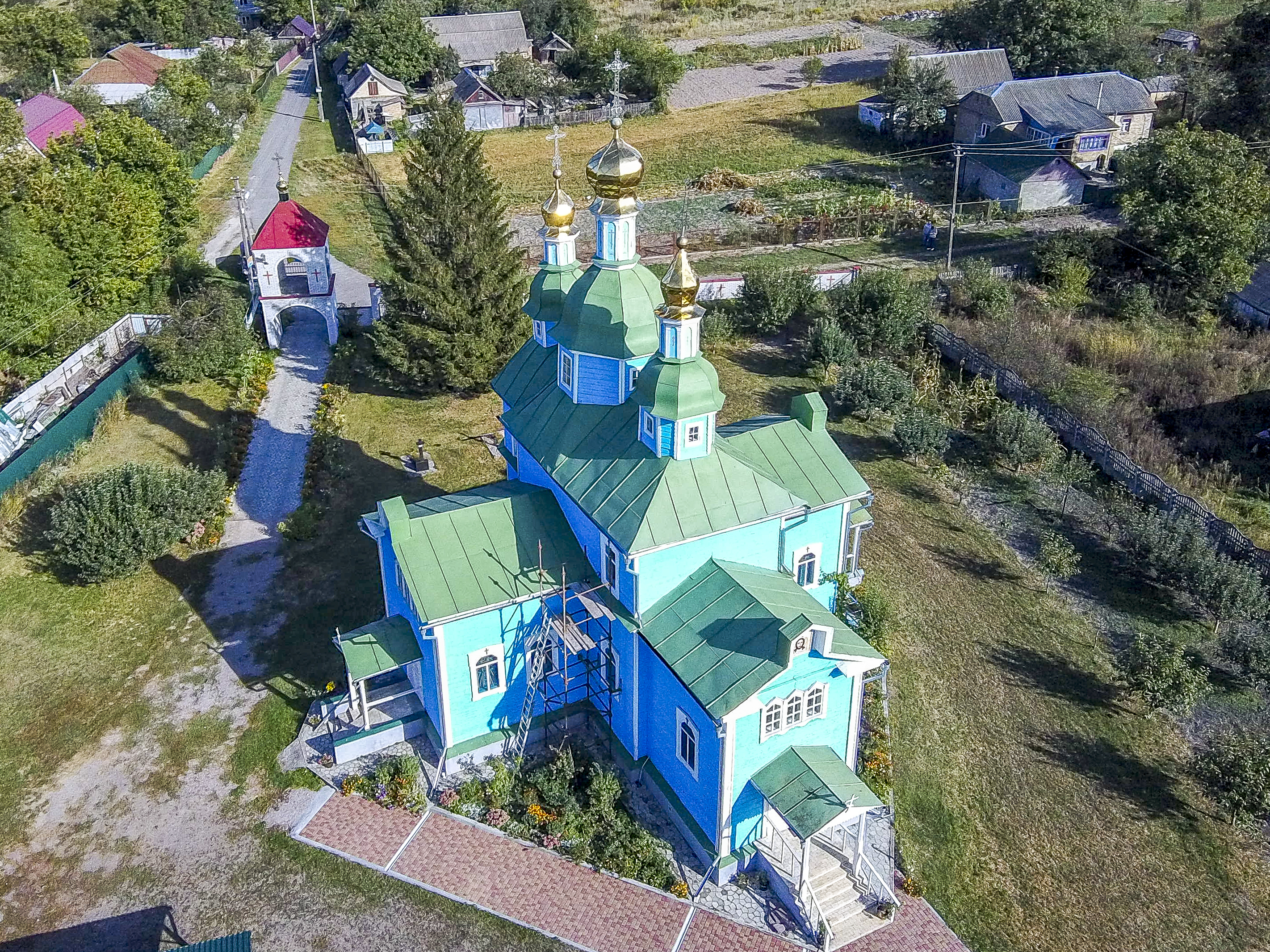
Онуфріївська церква із дрону в 2020 році

Розташована на невисокому пагорбі. Дерев'яна на кам'яному фундаменті хрестова п'ятизрубна з невеликими прибудовами і притвором із заходу. Центральні зруби накриті спільним дахом, над яким підносяться три купола на гранованих барабанах, увінчані главками (західна главка не збереглася). Стіни горизонтально ошальовані. Будівля відрізняється витонченістю і стрункістю силуету, органічно вписується в пейзаж. Пам'ятник являє собою цікавий зразок українського дерев'яного зодчества.
В інтер'єрі панує XVIII століття. Височенні склепіння, здається, уміщують небеса, під якими тихо сяють дивовижні витвори барокової епохи: царські врата, розписи шафи невизначеного призначення, народні ікони. І навіть сучасні аляповаті розписи не вносять дисонасу в заспокоєну і радісну душу прочанина.